# Andrey Kelin
Andrej Vladimirovitj Kelin (ryska: Андрей Владимирович Келин), född 15 maj 1957 i Moskva, är en rysk diplomat. Han har tjänstgjort i olika diplomatiska roller sedan 1970-talet och har varit Rysslands ambassadör i Storbritannien sedan november 2019.

## Studier och tidig karriär
Kelin studerade vid fakulteten för internationell journalistik vid Moskvas statliga institut för internationella relationer och började på utrikesministeriet 1979.